# T.T.拉惹
T.T.拉惹（英語：Thampore Thamby Rajah ，1919年12月28日—1996年3月13日）是一位新加坡政治家與律師，在1957年加入社會主義陣線之前曾短暫擔任人民行動黨秘書長。 

## 生平
T.T.拉惹於1919年12月28日出生於英屬錫蘭， 在他抵達新加坡之前，他在英屬馬來亞生活了20多年，並於1957年11月1日獲得新加坡公民身份。 
在1957年8月4日的黨大會之後，T.T.拉惹成為人民行動黨第四屆中央執行委員會的成員。 
1957年9月3日，T.T.拉惹“因健康原因”辭去秘書長一職，當時他上任僅21天。1957年10月11日，他以與李光耀的分歧為由離開了人民行動黨。 
1961年，他加入了由脫離人民行動黨的左派成員創立的社會主義陣線，成為其法律顧問。
T.T.拉惹於1996年3月13日清晨5:30死於心臟病發作。

## 律師資格
1953 年，T.T.拉惹獲得新加坡律師資格。 